# David Mansfield Nicholas
David Mansfield Nicholas (* 11. Oktober 1939 in Knoxville; † 10. November 2020) war ein US-amerikanischer Historiker.

## Leben
David Nicholas erwarb 1967 bei Bryce Lyon den Ph.D. an der Brown University (Town and countryside. Social and economic tensions in the county of Flanders, 1280–1384). Er war an der University of Nebraska-Lincoln (Assistant Professor 1967–1971, Associate Professor 1971–1976, Professor 1976–1989) und seit 1989 Professor an der Clemson University.

## Veröffentlichungen
- The Domestic Life of a Medieval City: Women, Children and the Family in Fourteenth-Century Ghent. The University of Nebraska Press, Licoln/London 1985.